# Alberto Manuel Campos
Alberto Manuel Campos (Olivos, Provincia de Buenos Aires, 25 de mayo de 1919 - José León Suárez, Provincia de Buenos Aires, 17 de diciembre de 1975) fue un político argentino del Partido Justicialista.

## Biografía y actuación política
Alberto Manuel Campos nació en Olivos, Partido de Vicente López, el 25 de mayo de 1919. Hijo de Manuel Andrés Campos (n. 1893), empleado ferroviario oriundo de Pontevedra, España y María de las Mercedes Holgado (n. 1895), originaria de Salamanca, que emigraron en su juventud a la Argentina. Tuvo un hermano, Rubén Oscar (n. 1926). En 1928 la familia se muda al Partido de General San Martín, estableciéndose en la calle Colegio Militar 152 de la localidad de Villa Ballester.
Tuvo cinco hijos.
Fue propietario de una empresa de colectivos y luego de una estación de servicio, era Secretario Gral. de la Unidad Básica situada en la calle Alvear 133 de Villa Ballester, cuando en 1948 comenzó a publicar el diario Norte, de temática vecinal y tono peronista. Luego del golpe de estado de 1955, fue detenido varias veces y su periódico, clausurado por la dictadura de Pedro Eugenio Aramburu, hasta que reapareció a fines de 1957. En mayo de 1958 Campos viaja a Ciudad Trujillo a entrevistarse con Juan Domingo Perón. Conocido ese contacto por el régimen militar, es obligado a exiliarse junto a su esposa e hijos en la República Oriental del Uruguay, donde permanecerá casi diez años.
Intendente del Partido de General San Martín, en la zona norte del Gran Buenos Aires, entre el 25 de mayo de 1973 y el 17 de diciembre de 1975;
Campos fue un miembro de la resistencia peronista. Publicó en épocas de persecución ideológica el periódico Norte, un tabloide con fuerte contenido político. Fue hombre de confianza de Juan Domingo Perón durante su exilio en Puerta de Hierro, quien le confió la tarea de ser su primer delegado personal. Estuvo ligado a la ortodoxia peronista por medio de sus vínculos con la Unión Obrera Metalúrgica y la CGT.

## Asesinato
El 17 de diciembre de 1975, pasadas las 14 horas, el intendente Campos tomó un vehículo junto al Secretario de Hacienda, Carlos Ferrín, el chofer que manejaba, Santiago Álvarez, y un empleado municipal de San Martín no identificado, para dirigirse a un almuerzo que tendría con sus colaboradores. Estaba en camino cuando de repente fueron interceptados (en la calle Soto y Calvo entre Artigas y Belgrano de la localidad de José León Suárez) por una camioneta Ford F-100 de la que bajaron varios hombres armados y una mujer que se desplegaron en abanico. El chofer del intendente no pudo dar marcha atrás porque un Ford Falcon les cerró el paso por detrás; quienes estaban delante abrieron  fuego con escopetas Itaka, fusiles FAL con balas perforantes y pistolas automáticas y lo mismo hicieron los ocupantes del Falcon, completando al menos 15 tiradores. Álvarez y Ferrín murieron en el acto, en tanto Campos llegó a bajarse con una pistola pero recibió más impactos de bala y cayó muerto sin alcanzar a usar una granada que llevaba en la otra mano. Los atacantes huyeron sin ser detenidos y después se calculó que el ataque habría requerido en total a unas cincuenta personas, contando los que intervenían como apoyo y asistencia sanitaria. El ataque había sido organizado por el dirigente de la Juventud Peronista e integrante de Montoneros Rodolfo Galimberti, que para entonces era el responsable de la columna norte de esa organización. El 28 de abril de 1973 Galimberti participó en Madrid en una reunión citado en forma urgente por Perón.Allí desmintió la versión que le atribuía un discurso dado en una sede sindical abogando –contrariamente a las instrucciones de ese momento de Perón- por la creación de "milicias populares peronistas", pero Campos, que estaba presente, aportó la cinta grabada del discurso. Ese incidente motivó que  Perón lo desautorizara y lo excluyera del cargo que hasta ese momento desempeñaba como representante de la Juventud Peronista ante el Consejo Superior del movimiento que él lideraba.
Fue sucedido por Emilio Cuccarese, quien ejerció la intendencia hasta el 24 de marzo de 1976, fecha en que es depuesto de su cargo por el Proceso de Reorganización Nacional.
En reconocimiento a su figura, el nuevo edificio de la Municipalidad de General San Martín, cuya construcción fue iniciada bajo su mandato e inaugurado en 1978, y la céntrica calle 89 (ex Uruguay), lateral de la Plaza Central de San Martín, llevan su nombre.